# موتور وی۴

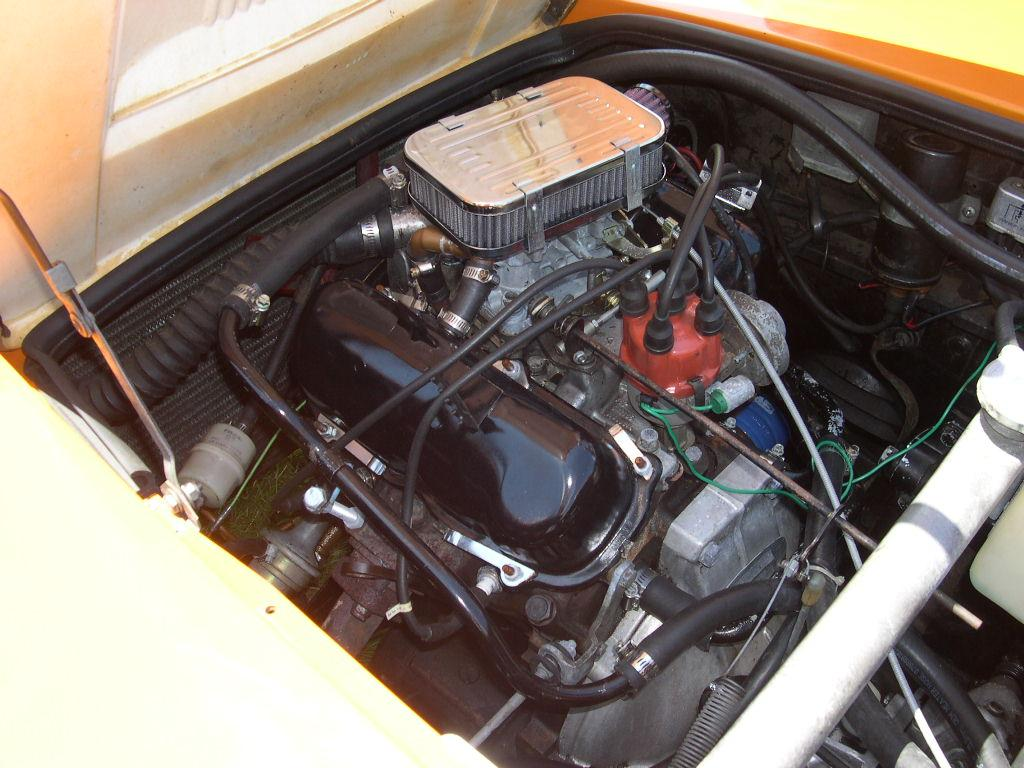
موتور وی۴ فورد تانوس بر روی ساب سونت III

موتور وی۴ (انگلیسی: V4 engine) یک موتور ۴ سیلندر با سیلندرهای قرار داده‌شده در یک پیکربندی وی شکل است. موتورهای وی۴ در خودرو، موتورسیکلت، موتور دوربرد، و برای کاربردهای صنعتی/تجاری استفاده می‌گردد.